# Zăcământ

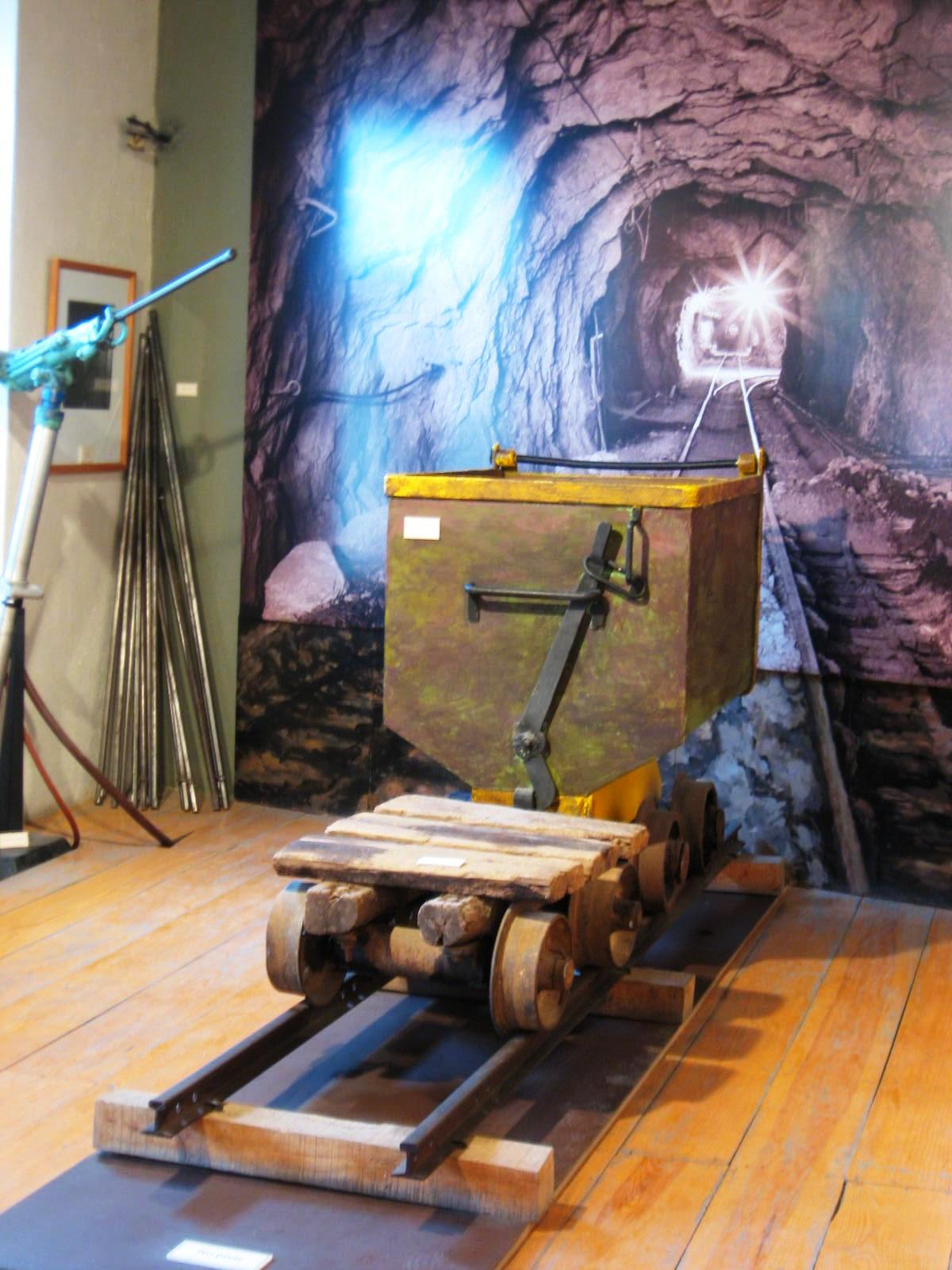
Cărucior pentru transportul zăcământului din mină - expus la Arhiva Natională și Muzeul Mineritului din Pachuca, Mexic

Zăcămintele sunt concentrații naturale de substanțe minerale utile în scoarța terestră, a căror calitate și cantitate permite extragerea lor rentabilă pentru a fi folosite în economia mondială. Zăcămintele se pot localiza sub formă de straturi, lentile, filoane, cuiburi sau corpuri neregulate în roci, diferite după proveniență și vârstă.

## Clasificări
Zăcămintele formate odată cu rocile în care sunt incluse sunt numite singenetice (de exemplu, straturile de cărbuni, de bauxite, sare gemă, localizate în roci sedimentare), iar cele ce iau naștere după formarea rocilor în care sunt cuprinse sunt numite epigenetice (de exemplu, zăcămintele filoniene de plumb, zinc). Zăcămintele se clasifică după principiul genetic, morfologic sau mineralogic-tehnologic (după compoziția chimică a zăcămintelor și utilizarea lor în industrie). Cea mai utilizată este clasificarea genetică, conform căreia se deosebesc zăcăminte:
| sedimentogene: | magmatogene:    | metamorfogene. |
| – de alterare; | – magmatice;    |                |
| – aluvionare;  | – pegmatitice;  |                |
| – sedimentare: | – de contact;   |                |
| – detritice;   | – hidrotermale; |                |
| – chimice;     |                 |                |
| – biochimice;  |                 |                |
| – vulcanogene; |                 |                |

### Zăcăminte sedimentogene
Zăcămintele sedimentogene se formează în urma proceselor chimice, biochimice și diferențierii mecanice a substanțelor minerale din scoarța terestră datorită acțiunii agenților modificatori ai atmosferei, hidrosferei și biosferei. Zăcămintele sedimentogene se împart în zăcăminte de alterare, aluvionare și sedimentare.

#### Zăcăminte de alterare
Zăcămintele de alterare se formează în scoarța de alterație a Pământului prin concentrarea produselor de alterare a rocilor sau a zăcămintelor preexistente. Ele pot fi:
- reziduale – acumulări se substanțe minerale insolubile în zona de oxidare de la suprafața scoarței terestre, formate în urma evacuării compușilor minerali solubili. Astfel iau naștere unele zăcăminte de fier, mangan, bauxită, caolin, aur, staniu, plumb, nichel ș.a.
- de infiltrație – zăcăminte formate în urma acțiunii apelor de infiltrație care spală mineralele utile din straturile superioare ale scoarței terestre, transportându-le și concentrându-le în straturile inferioare ale acesteia. Drept exemplu pot servi unele zăcăminte de uraniu, cupru, fier, sulf.

#### Zăcăminte aluvionare
Zăcămintele aluvionare iau naștere în urma concentrării produselor de dezagregare ale rocilor sau ale zăcămintelor primare, În ele se pot concentra, în special, mineralele cu greutate specifică mare, rezistente la acțiunea chimică și fizică, de exemplu aur, platină, diamant, granat, topaz, zirconiu, monazit sau corindon.

#### Zăcăminte sedimentare
Zăcămintele sedimentare se formează prin acumularea în bazinele acvatice a produselor de alterare a rocilor și a zăcămintelor preexistente și prin precipitarea chimică sau biochimică a sedimentelor din soluții apoase. După natura proceselor de concentrare a substanțelor minerale utile se deosebesc zăcăminte:
- detritice (de concentrare mecanică), din care fac parte zăcămintele de conglomerate, de nisip, pietriș, gresii, aleurite și argile;
- chimice, formate prin precipitarea din soluții concentrate a sărurilor (sare gemă, sare de potasiu, gips, anhidridă, borați, baritină) sau prin precipitarea din soluții coloidale (minereuri de fier, mangan, aluminiu și unele metale neferoase și metale rare);
- biochimice, formate datorită activității vitale ale organismelor (zăcăminte de fosforite, de roci carbonate sau silicioasă și zăcăminte de caustobiolite);
- vulcanogene, formate în urma concentrării produselor vulcanice pe fundul mărilor (zăcăminte de tufituri vulcanice, de piatră ponce, unele minereuri de fier, mangan, zăcăminte de pirită).

### Zăcăminte magmatogene
Zăcămintele magmatogene se formează datorită acțiunii proceselor magmatice din scoarța terestră sub influența energiei interne a Pământului. Din acest grup fac parte zăcămintele:
- magmatice, formate în urma diferențierii și cristalizării magmei din care se separă substanțe minerale prețioase (platină, cromit, diamante, grafit, apatit, nichel, cupru, minereuri titano-magnetitice);
- pegmatitice – concentrări de elemente rare (beriliu, litiu, niobiu, tantal, bismut, zinc, staniu, titan, wolfram, molibden), elemente difuze (germaniu, hafniu, cesiu, rubidiu), elemente radioactive (uraniu, thoriu, radiu), precum și de muscovit, feldspați, cuarț, corindon, pietre prețioase și semiprețioase, care se formează în stadiul tardiv al cristalizării magmei;
- de contact (numite și metasomatice, pirometasomatice sau de scarn), formate prin acțiunea chimică a gazelor și substanțelor lichide, separate de magmă în stadiul de răcire, asupra rocilor înconjurătoare, în care se pot astfel concentra minereuri de fier, molibden, wolfram, plumb, zinc, cupru, staniu ș.a.;
- hidrotermale – iau naștere în cavitățile rocilor prin depunerea mineralelor din soluții hidreotermale separate de magmă în ultimul stadiu de diferențiere a acesteia (minereuri de fier, cupru, plumb, zinc, nichel, cobalt, staniu, wolfram, molibden, mercur, stibiu, arseniu, bismut, beriliu, aur argint, uraniu, unele minerale nemetalifere: azbest, talc, baritină, cuarț piezooptic, spat de Islanda etc.).

### Zăcăminte metamorfogene
Zăcămintele metamorfogene rezultă prin transformarea intensă a rocilor și a zăcămintelor preexistente la adâncimi mari în scoarța terestră, datorită presiunii și temperaturii înalte. De exemplu, zăcămintele de limonit de origine sedimentară se transformă, după metamorfozare, în zăcăminte de magnetit sau hematit, hidroxizii de mangan (psilomelan, manganit) se transformă în oxizi anhidri de mangan (braunit, hausmanit), bauxitele în corindon, calcarele în marmură, rocile silicioase în jaspuri, unele substanțe organice în grafit etc.

### Zăcăminte în România

#### Zăcăminte de petrol
După anul 1921, activitatea în toate sectoarele industriei petroliere românești a luat avânt. Șase ani i-au trebuit României postbelice, pentru că de abia în anul 1924 să depășească nivelul antebelic al producției de țiței. De fapt, anul 1924 va fi un an de răscruce în evoluția industriei petroliere românești, în general. Adoptarea în acel an a noii legi a minelor care a încurajat elementul românesc limitând accesul capitalului străin, a stimulat interesul autohton pentru petrol.
Prin intensificarea activității de cercetare geologică au apărut noi și bogate schele. Explorarea zonelor posibile petrolifere se amplifică si este realizată cu mijloace și metode noi. “Din anul 1927 încep studii pentru obținerea unor informații privind caracterul geologo-fizic al formațiunilor productive, se generalizează introducerea ciupitoarelor și carotierelor” elementul de noutate constituindu-l experimentarea în zona petroliferă a Morenilor, a carotajului electric inventat de frații Schlumberger, care permitea o mai bună investigație geofizică la sondă. Geologii Gavat și Socolescu introduc în câmpurile petrolifere românesti prospecțiunile gravimetrice, urmate de prospecțiuni seismice efectuate în Prahova 1934 - 1935. Cu ajutorul acestor mijloace și metode în anul 1926 se descoperă noi zone și zăcăminte printre care amintim: Meoțianul de la Ceptura-Urlati, Moreni, Gura Ocniței.
Cunoașterea aprofundată a zacamintelor petrolifere românesti a propulsat activitatea pentru
forajul sondelor de explorare și exploatare. Această activitate a fost
substantial ajutată de generalizarea în folosință a sistemului de foraj Rotary, care a facilitat creșterea vitezei de foraj și a adâncimii puțurilor. S-a perfecționat utilajul de foraj, ajungându-se la săparea unor sonde a căror adâncime trecea de 2.000 m, a crescut capacitatea de prelucrare a rafinăriilor introducându-se noi metode și procedee de rafinare. Rezultatul nu s-a lăsat așteptat. Începând din anul 1925 producția de țiței a României a crescut într-un ritm accelerat: 1925 - 2.316.504 tone; 1926 - 3.241 329 tone; 1927 -
3.661.358 tone; 1929 - 4.827.280 tone; 1930 - 5.744.000 tone; 1933 - 7.387.000
tone, atingând maximul producției de țiței în anul 1936 - 8.704.000 tone.

## Cele mai mari zăcăminte din lume
| Nume zacamant                    | Resurse totale estimate   | Resurse rămase           | Descoperit în |
| -------------------------------- | ------------------------- | ------------------------ | ------------- |
| The Piceance & Uinta Basins, SUA | 2.855 miliarde de barili  | 2.855 miliarde de barili | 1912          |
| The Orinoco Belt, Venezuela      | 1.300 de miliarde barili  | 530 miliarde de barili   | 1930          |
| The Alberta Oil Sands, Canada    | 173 miliarde de barili    | 169 miliarde de barili   | 1980          |
| Ghawar, Arabia Saudită           | 162 miliarde de barili    | 11-45 miliarde de barili | 1948          |
| Burgan, Kuwait                   | 150 de miliarde de barili | 6-25 miliarde de barili  | 1938          |